# Iulia Banaga
Iulia Nicoleta Banaga (* 29. Oktober 1999 in Brăila) ist eine rumänische Hürdenläuferin, die sich auf die 100-Meter-Distanz spezialisiert hat.

## Sportliche Laufbahn
Erste internationale Erfahrungen sammelte Iulia Banaga beim Europäischen Olympischen Jugendfestival (EYOF) 2015 in Tiflis, bei dem sie im 100-Meter-Hürdenlauf mit 14,35 s in der ersten Runde ausschied und verpasste mit der rumänischen 4-mal-100-Meter-Staffel mit 48,13 s den Finaleinzug. Im Jahr darauf belegte sie bei den erstmals ausgetragenen Jugendeuropameisterschaften ebendort in 59,71 s den sechsten Platz über 400 m Hürden und anschließend gelangte sie bei den U20-Weltmeisterschaften in Bydgoszcz bis ins Halbfinale über 400 m Hürden und schied dort mit 60,56 s aus. 2017 schied sie bei den U20-Europameisterschaften in Grosseto mit 59,48 s im Semifinale im 400-Meter-Hürdenlauf aus und auch bei den U20-Weltmeisterschaften 2018 in Tampere schied sie mit 58,59 s im Halbfinale aus. 2019 startete sie bei den U23-Europameisterschaften im schwedischen Gävle und schied dort mit 59,10 s im Semifinale aus. 2020 gewann sie bei den Balkan-Meisterschaften in Cluj-Napoca in 13,93 s die Silbermedaille über 100 m Hürden und erreichte über 400 m Hürden in 59,01 s Rang vier. Zudem siegte sie mit der rumänischen 4-mal-100-Meter-Staffel in 46,11 s. Im Jahr darauf wurde sie bei den Balkan-Hallenmeisterschaften in Istanbul in 8,58 s Zwölfte über 60 m Hürden und klassierte sich in der 4-mal-400-Meter-Staffel mit 3:41,74 min auf dem vierten Platz. Ende Juni gelangte sie in 60,69 s auf den vierten Platz im B-Lauf über 400 m Hürden bei den Balkan-Meisterschaften in Smederevo und belegte in 3:47,01 min den sechsten Platz mit der rumänischen 4-mal-400-Meter-Staffel. Anschließend schied sie bei den U23-Europameisterschaften in Tallinn mit 59,34 s im Halbfinale über 400 m Hürden aus. 2022 gelangte sie bei den Balkan-Meisterschaften in Craiova mit 60,42 s auf Rang zehn über 400 m Hürden und belegte mit der 4-mal-100-Meter-Staffel in 45,87 s den fünften Platz. 
2019 wurde Banaga rumänische Meisterin im 100-Meter-Hürdenlauf.

## Persönliche Bestzeiten
- 100 m Hürden: 13,75 s (−0,2 m/s), 26. Juli 2018 in Pitești
  - 60 m Hürden (Halle): 8,39 s, 29. Februar 2020 in Bukarest
- 400 m Hürden: 58,59 s, 12. Juli 2018 in Tampere